# Перелік об'єктів культурної спадщини Оболонського району міста Києва
Перелік об'єктів культурної спадщини Києва
Правий берег
- Голосіївський район

- Байкове кладовище

- Оболонський район
- Печерський район
- Подільський район
- Святошинський район
- Солом'янський район
- Шевченківський район

- Лук'янівське кладовище

Лівий берег
- Дарницький район
- Деснянський район
- Дніпровський район

В статті наведений перелік об'єктів культурної спадщини Оболонського району міста Києва станом на 1 січня 2012 року.
Джерело інформації: перелік об'єктів культурної спадщини міста Києва, оприлюднений Головним управлянням охорони культурної спадщини кмДА 15 лютого 2012 року на офіційному сайті. Як повідомило Управління, перелік складений на підставі наявної інформації; передбачається регулярне оновлення інформації згідно з новими документами, виданими державними та місцевими органами влади.
На сайті Управління зазначено:

| В кожному окремому випадку для визначення статусу об'єкту необхідно звернутись до Головного управління охорони культурної спадщини виконавчого органу Київської міської ради (Київської міської державної адміністрації) з відповідним запитом у зв'язку зі змінами назв вулиць, нумерації будинків, літерних позначень та моніторингу стану об'єктів культурної спадщини на поточний період[2]. |
Статус об'єктів культурної спадщини затверджується:
- Пам'ятки національного значення — Постановами РМ УРСР, Кабінету Міністрів України.
- Пам'ятки Місцевого значення — Рішеннями Київського міськвиконкому, Розпорядженнями кмДА, Наказами Міністерства культури України.
- Щойно виявлені об'єкти культурної спадщини — Наказами Комітету, або Управління (Головного управління) охорони пам'яток (культурної спадщини).

Відповідно кольором в списку позначені:
|  | Пам'ятки національного значення |
|  | Пам'ятки Місцевого значення     |

## Об'єкти культурної спадщини Оболонського району
| Номер | Назва | Дати        | Адреса                                   | Охоронний номер | Документ про взяття на облік |
| ----- | --- | ----------- | ---------------------------------------- | --------------- | --- |
|       | Комплекс будинків інституту надтвердих матеріалів АН України | 1960-ті рр. | Автозаводська вул., 2                    |                 | |
| 1     | Будинок інституту надтвердих матеріалів АН України (корпус № 2), в якому у 1961–1977 роках працював В. М. Бакуль, український радянський вчений, Герой Соціалістичної Праці | 1967        | Автозаводська вул. 2                     |                 | Рішення київського міськвиконкому від 30.07.1984 № 693, історія                                                                           |
|       | Комплекс дачного селища Пуща-Водиця |             |                                          |                 | |
| 2     | Будинок житловий | поч. XX ст. | Квітки Цісик вул. (Пуща-Водиця) 40-б     |                 | Наказ Управління охорони пам'яток від 18.03.1999 № 16, житлова архітектура (знесений)                                                     |
| 3     | Будинок житловий | поч. XX ст. | Квітки Цісик вул. (Пуща-Водиця) 40       |                 | Наказ управління охорони пам‘яток історії, культури та історичного середовища від 02.08.2000 № 74, житлова архітектура                    |
| 4     | Будинок житловий |             | Квітки Цісик вул. (Пуща-Водиця) 43       |                 | Наказ управління охорони пам‘яток історії, культури та історичного середовища від 02.08.2000 № 74, житлова архітектура (знесений)         |
| 5     | Лікувальний корпус санаторію «30 років Радянської України» | 1948—1949   | Квітки Цісик вул. (Пуща-Водиця) 60       |                 | Наказ Управління охорони пам‘яток історії, культури та історичного середовища від 18.03.1999 № 16, цивільна архітектура                   |
| 6     | Лісна школа (Центральний корпус санаторію «Пуща Водиця») | 1935        | Квітки Цісик вул. (Пуща-Водиця) 60       |                 | Наказ Управління охорони пам‘яток історії, культури та історичного середовища від 18.03.1999 № 16, цивільна архітектура                   |
|       | Комплекс санаторію «30 років Радянської України» | 1946—1964   | Квітки Цісик вул. (Пуща-Водиця) 60       |                 | Наказ Управління охорони пам‘яток історії, культури та історичного середовища від 18.03.1999 № 16                                         |
| 7     | Будинок житловий | поч. XX ст. | Квітки Цісик вул. (Пуща-Водиця) 75-а     |                 | Наказ Управління охорони пам‘яток історії, культури та історичного середовища від 18.03.1999 № 16, житлова архітектура (знесений)         |
| 8     | Будинок житловий | поч. XX ст. | Квітки Цісик вул. (Пуща-Водиця) 79       |                 | Наказ управління охорони пам‘яток історії, культури та історичного середовища від 02.08.2000 № 74, житлова архітектура (знесений)         |
| 9     | Пам'ятний знак на честь дружніх зв'язків Києва та Сантьяго де Чилі | 2001        | Володимира Івасюка просп                 |                 | Наказ Головного управління охорони культурної спадщини від 25.09.2006 № 53, монументальне мистецтво                                       |
| 10    | Будинок житловий | поч. XX ст. | Курортна вул. (Пуща-Водиця) 11           |                 | Наказ Управління охорони пам‘яток історії, культури та історичного середовища від 18.03.1999 № 16, житлова архітектура (знесений)         |
| 11    | Північний міст (Північний мостовий перехід) | 1976        | Степана Бандери просп                    |                 | Наказ Головного управління охорони культурної спадщини від 25.06.2011 № 10/38-11, цивільна архітектура                                    |
| 12    | Житловий будинок | поч. XX ст. | Ірини Жиленко вул. (Пуща-Водиця) 18      |                 | Наказ управління охорони пам‘яток історії, культури та історичного середовища від 02.08.2000 № 74, житлова архітектура (аварійний)        |
| 13    | Пам'ятник Архістратигу Михаїлу | 2000        | Оболонський просп                        |                 | Наказ Головного управління охорони культурної спадщини від 25.09.2006 № 53, монументальне мистецтво                                       |
| 14    | Пуще-Водицький курортний лісопарк |             | Пуща-Водиця селище                       |                 | Постанова колегії Держкомприроди УРСР від 26.07.1972 № 22, садово-паркове мистецтво                                                       |
|       | Комплекс санаторію 30-річчя Жовтня (санаторію «Пуща-Озерна») |             |                                          |                 | |
| 15    | Пропілеї | 1948        | Селянська вул. (Пуща-Водиця)             |                 | Наказ Головного управління охорони культурної спадщини від 25.06.2011 № 10/38-11, цивільна архітектура                                    |
| 16    | Водолікарня | 1948—1949   | Селянська вул. (Пуща-Водиця)             |                 | Наказ Головного управління охорони культурної спадщини від 25.06.2011 № 10/38-11, цивільна архітектура                                    |
|       | Комплекс училища ім. С. Ф. Грушевського | 1910—1911   | Кирилівська вул., 164                    | № 292           | Розпорядження Київської міської державної адміністрації від 26.04.1999 № 620                                                              |
| 17    | Міське училище ім. С.Грушевського (корпус головний) | 1910—1911   | Кириліська вул., 164                     | № 292/1         | Розпорядження Київської міської державної адміністрації від 26.04.1999 № 620, цивільна архітектура                                        |
| 18    | Флігель житловий | 1910—1911   | Кирилівська вул., 164                    | № 292/2         | Розпорядження Київської міської державної адміністрації від 26.04.1999 № 620, Цивільна архітектура                                        |
| 19    | Флігель господарчий | 1910—1911   | Кирилівська вул., 164                    | № 292/3         | Розпорядження Київської міської державної адміністрації від 26.04.1999 № 620, Цивільна архітектура                                        |
| 20    | Огорожа | 1910—1911   | Кирилівська вул., 164                    | № 292/4         | Розпорядження Київської міської державної адміністрації від 26.04.1999 № 620, Цивільна архітектура                                        |
|       | Комплекс дачного селища Пуща-Водиця |             |                                          |                 | |
| 21    | Житловий будинок | 1905        | Федора Максименка вул. (Пуща-Водиця), 9  |                 | Наказ управління охорони пам‘яток історії, культури та історичного середовища від 02.08.2000 № 74, житлова архітектура                    |
| 22    | Клуб колишнього санаторію «Труд» (санаторій «1-го Травня») | 1950-ті рр. | Федора Максименка вул. (Пуща-Водиця) 9   |                 | Наказ управління охорони пам‘яток історії, культури та історичного середовища від 02.08.2000 № 74, житлова архітектура                    |
| 23    | Будинок житловий | 1910        | Федора Максименка вул. (Пуща-Водиця), 9  |                 | Наказ Управління охорони пам‘яток історії, культури та історичного середовища від 18.03.1999 № 16, житлова архітектура                    |
| 24    | Будинок житловий | поч. XX ст. | Федора Максименка вул. (Пуща-Водиця), 11 |                 | Наказ управління охорони пам‘яток історії, культури та історичного середовища від 02.08.2000 № 74, житлова архітектура                    |
|       | Санаторій ім. 30-річчя Радянської України | поч. XX ст. | Юнкерова Миколи вул. (Пуща-Водиця)       |                 | Наказ Головного управління охорони культурної спадщини від 25.06.2011 № 10/38-11, цивільна архітектура                                    |
| 25    | Адміністративний будинок | 1950-ті рр. | Юнкерова Миколи вул. (Пуща-Водиця), 29   |                 | Наказ управління охорони пам‘яток історії, культури та історичного середовища від 02.08.2000 № 74, цивільна архітектура                   |
| 26    | Будинок житловий | поч. XX ст. | Юнкерова Миколи вул. (Пуща-Водиця), 36   |                 | Наказ управління охорони пам‘яток історії, культури та історичного середовища від 02.08.2000 № 74, житлова архітектура                    |
| 27    | Будинок житловий | поч. XX ст. | Юнкерова Миколи вул. (Пуща-Водиця), 37-а |                 | Наказ Головного управління охорони культурної спадщини від 25.06.2011 № 10/38-11, житлова архітектура                                     |
| 28    | Будинок житловий | поч. XX ст. | Юнкерова Миколи вул. (Пуща-Водиця), 37   |                 | Наказ Головного управління охорони культурної спадщини від 25.06.2011 № 10/38-11, житлова архітектура, (аварійна 1 стіна)                 |
|       | Комплекс церкви преподобного Серафима Саровського | 1908—1910   | Юнкерова Миколи вул. (Пуща-Водиця), 42   |                 | Наказ Головного управління охорони культурної спадщини від 25.09.2006 № 53, культова архітектура, історія                                 |
| 29    | Церква Серафима Саровського | 1908—1910   | Юнкерова Миколи вул. (Пуща-Водиця), 42   |                 | Наказ Головного управління охорони культурної спадщини від 25.06.2011 № 10/38-11, культова архітектура                                    |
| 30    | Будинок житловий | поч. XX ст. | Юнкерова Миколи вул. (Пуща-Водиця), 43   |                 | Наказ управління охорони пам'яток історії, культури та історичного середовища від 02.08.2000 № 74, житлова архітектура                    |
| 31    | Будинок житловий | поч. XX ст. | Юнкерова Миколи вул. (Пуща-Водиця), 47   |                 | Наказ Головного управління охорони культурної спадщини від 25.06.2011 № 10/38-11, житлова архітектура, (руїни)                            |
| 32    | Будинок житловий | поч. XX ст. | Юнкерова Миколи вул. (Пуща-Водиця), 50   |                 | Наказ Головного управління охорони культурної спадщини від 25.06.2011 № 10/38-11, житлова архітектура                                     |
| 33    | Будинок житловий | 1914—1915   | Юнкерова Миколи вул. (Пуща-Водиця), 50-б |                 | Наказ Головного управління охорони культурної спадщини від 25.06.2011 № 10/38-11, житлова архітектура                                     |
| 34    | Будинок житловий | поч. XX ст. | Юнкерова Миколи вул. (Пуща-Водиця), 69   |                 | Наказ Управління охорони пам‘яток історії, культури та історичного середовища від 18.03.1999 № 16, житлова архітектура (гостро аварійний) |